# Microlestes abeillei
Microlestes abeillei é uma espécie de insetos coleópteros pertencente à família Carabidae.
A autoridade científica da espécie é Brisout de Barneville, tendo sido descrita no ano de 1885.
Trata-se de uma espécie presente no território português.